# ديريك الخامس، كونت هولندا
ديريك الخامس (1052 – 17 يونيو، 1091) كان كونت مقاطعة هولندا (التي كانت تسمى فريزيا في هذا الوقت) منذ عام 1061 إلى 1091.
| سبقه فلرويس الأول | كونت هولندا 1061–1091 | تبعه فلوريس الثاني |